# الفصول (باليه)

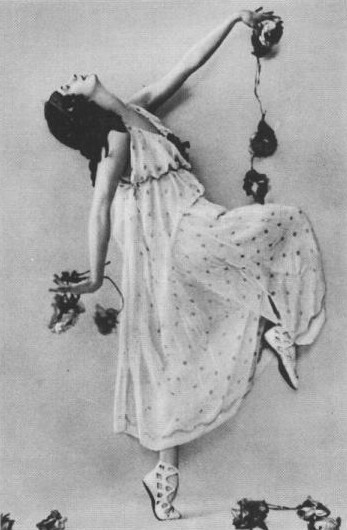
آنا بافلوفا في فيلم Bacchante,
سانت بطرسبرغ، 1907.

الفصول(بالروسية: Времена года)‏ فريمينا جودا أيضًا (بالفرنسية: Les Saisons)‏ هو باليه استعاري في فصل واحد وأربعة مشاهد لمصمم الرقصات ماريوس بيتيبا ، مع موسيقى ألكسندر جلازونوف ، عمله. سابع وستون. تم تأليف العمل في عام 1899 وأدىته فرقة الباليه الإمبراطورية لأول مرة في 26 فبراير [OS 13 فبراير] 1900 في سانت بطرسبرغ، روسيا .

## أنظر أيضا
- قائمة الباليه حسب العنوان

## روابط خارجية
- The Seasons (ballet): Scores at the International Music Score Library Project
- YouTube clip of the Autumn variation

قالب:Ballets of Marius Petipaقالب:Alexander Glazunovقالب:Ballet premieres